# Assen Galabinov
Assen Galabinov est un joueur bulgare de volley-ball, né le 13 juillet 1959 à Sofia. Il mesure 2,00 m et jouait réceptionneur-attaquant.
Sa femme, Polina Filipova, est une ancienne joueuse de volley-ball. Il a deux fils, Andrey est un joueur de football, et Yordan est un joueur de volley-ball.

## Biographie

### Carrière internationale
Assen Galabinov participe à deux championnats du monde avec l'équipe de Bulgarie en 1986 et 1990.

## Palmarès
- Avec le Levski Sofia
  - Champion de Bulgarie en 1985
  - Vainqueur de la Coupe de Bulgarie en 1983